# Magyarország szigeteinek listája
Ez a lista tartalmazza Magyarországon található szigetek nagy többségét.

## Duna

### Esztergom
- Körtvélyesi-sziget
- Nyáros-sziget
- Helemba-sziget
- Dédai-sziget
- Törpe-sziget

### Budapest
- Palotai-sziget
- Népsziget
- Óbudai-sziget (más néven: Hajógyári-sziget)
- Margit-sziget
- Háros-sziget
- Csepel-sziget
- Molnár-sziget
- Lia-sziget

### Egyéb
- Czuczor-sziget
- Cseke-sziget
- Domariba-sziget
- Dunasziget
- Felsőzátonyi-sziget
- Gödi-sziget
- Haraszti-sziget
- Kis-Balaton: Kányavári sziget
- Kőhidisziget
- Lupa-sziget
- Martuska-sziget
- Mohácsi-sziget
- Nagy-Pandúr-sziget
- Nyergesi-sziget
- Öreg-sziget
- Palánki-sziget
- Pap-sziget
- Petőfi-sziget
- Sport-sziget
- Süttői-sziget
- Szalki-sziget
- Szentendrei-sziget
- Szigetköz
- Szúnyog-sziget
- Taksony-sziget
- Veránka-sziget

## Tisza
- Kácsa-sziget
- Tiszaújvárosi osztósziget (Tiszai Erőmű miatt)
- Alcsi-sziget
- Farkas-sziget
- Buláti-sziget
- Aranysziget
- Kis-Tisza-sziget
- Korom-sziget
- Tisza-tó Pihenő-sziget

## Velencei-tó
- Cserepes-sziget
- Velencei-sziget